# Saturn Award du meilleur acteur de télévision dans un second rôle

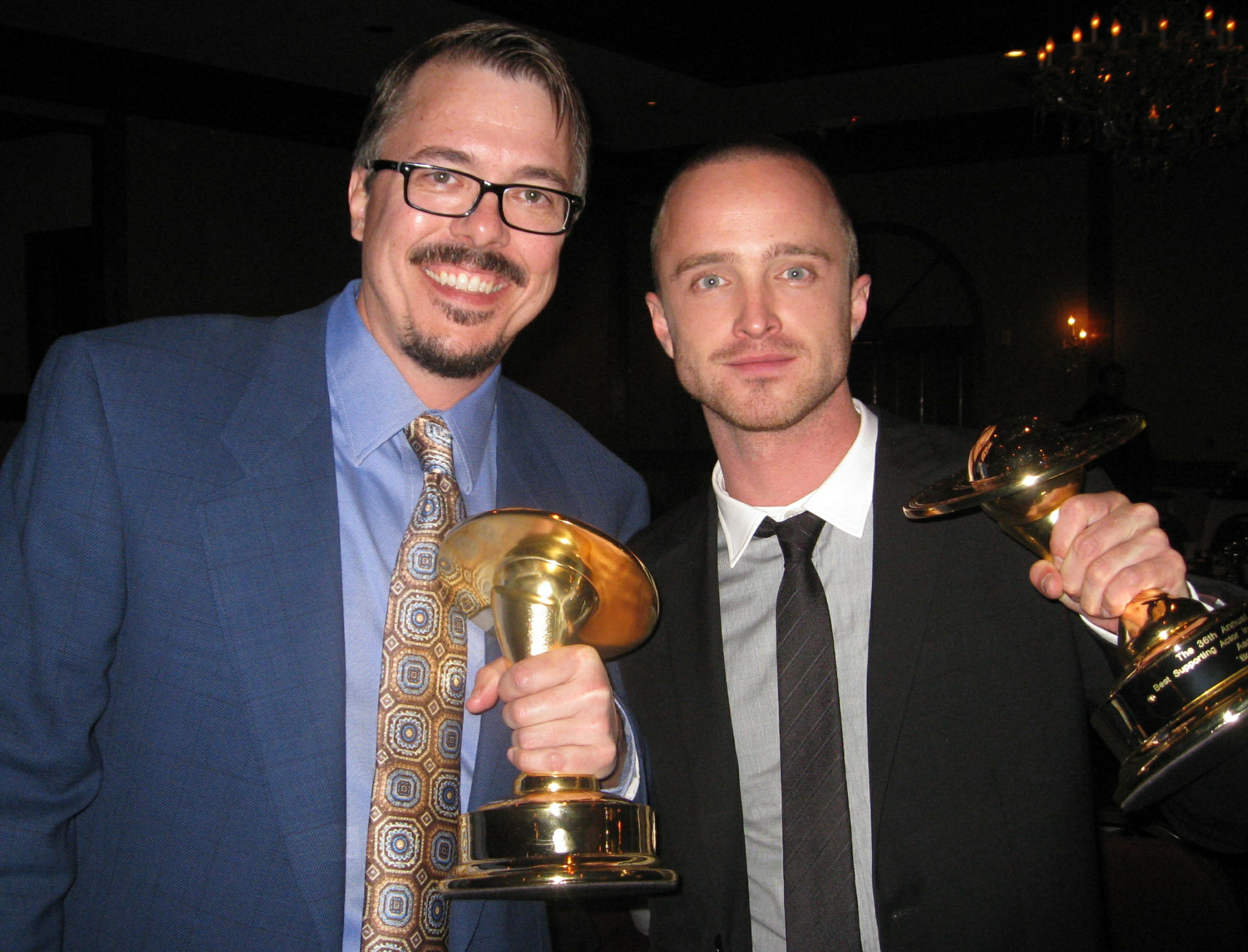
Les gagnants du Saturn Award du meilleur acteur de télévision dans un second rôle pour le réalisateur et l'acteur de la série Breaking Bad Vince Gilligan et Aaron Paul.

Le Saturn Award du meilleur acteur de télévision dans un second rôle (Saturn Award for Best Genre TV Supporting Actor puis Saturn Award for Best Supporting Actor on Television) est une récompense télévisuelle décernée chaque année depuis 2000 par l'Académie des films de science-fiction, fantastique et horreur (Academy of Science Fiction Fantasy & Horror Films) pour récompenser le meilleur second rôle masculin dans une série de science-fiction, fantastique ou d'horreur.

## Palmarès
Note : L'année indiquée est celle de la cérémonie, récompensant les séries diffusées au cours de l'année précédente. Les lauréats sont indiqués en tête de chaque catégorie et en caractères gras. Les titres originaux sont précisés entre parenthèses, sauf s'ils correspondent au titre en français.

### Années 2000
- 2000 : Dennis Haysbert pour Un agent très secret
  - Nicholas Brendon pour Buffy contre les vampires
  - Colm Feore pour La Tempête du siècle
  - Jeremy London pour Voyage au centre de la terre
  - James Marsters pour Buffy contre les vampires
  - Robert Picardo pour Star Trek: Voyager
- 2001 : James Marsters pour Buffy contre les vampires
  - Alexis Denisof pour Angel
  - Anthony Stewart Head pour Buffy contre les vampires
  - Michael Weatherly pour Dark Angel
  - Brendan Fehr pour Roswell
  - Michael Shanks pour Stargate SG-1
- 2002 : Michael Rosenbaum pour Smallville
  - James Marsters pour Buffy contre les vampires
  - Michael Weatherly pour Dark Angel
  - Connor Trinneer pour Star Trek: Enterprise
  - Anthony Simcoe pour Farscape
  - Christopher Judge pour Stargate SG-1
- 2003 : Victor Garber pour Alias
  - Alexis Denisof pour Angel
  - James Marsters pour Buffy contre les vampires
  - Connor Trinneer pour Star Trek: Enterprise
  - John Glover pour Smallville
  - Michael Rosenbaum pour Smallville
- 2004 : James Marsters (2) pour Buffy contre les vampires
  - Victor Garber pour Alias
  - Alexis Denisof pour Angel
  - Nick Stahl pour La Caravane de l'étrange
  - John Glover pour Smallville
  - Michael Rosenbaum pour Smallville
- 2005 : Terry O'Quinn pour Lost : Les Disparus
  - James Marsters pour Angel
  - Dominic Monaghan pour Lost : Les Disparus
  - Michael Rosenbaum pour Smallville
  - Michael Shanks pour Stargate SG-1
  - Kyle MacLachlan pour Les Aventures de Flynn Carson : Le Mystère de la lance sacrée
- 2006 : James Callis pour Battlestar Galactica
  - Jamie Bamber pour Battlestar Galactica
  - Adewale Akinnuoye-Agbaje pour Lost : Les Disparus
  - Terry O'Quinn pour Lost : Les Disparus
  - Michael Rosenbaum pour Smallville
  - Sam Neill pour Triangle
- 2007 : Masi Oka pour Heroes
  - James Callis pour Battlestar Galactica
  - James Remar pour Dexter
  - Greg Grunberg pour Heroes
  - Michael Emerson pour Lost : Les Disparus
  - Josh Holloway pour Lost : Les Disparus
- 2008 : Michael Emerson pour Lost : Les Disparus
  - Erik King pour Dexter
  - Greg Grunberg pour Heroes
  - Masi Oka pour Heroes
  - Josh Holloway pour Lost : Les Disparus
  - Terry O'Quinn pour Lost : Les Disparus
- 2009 : Adrian Pasdar pour Heroes
  - Milo Ventimiglia pour Heroes
  - Henry Ian Cusick pour Lost : Les Disparus
  - Michael Emerson pour Lost : Les Disparus
  - Josh Holloway pour Lost : Les Disparus
  - Thomas Dekker pour Terminator : Les Chroniques de Sarah Connor

### Années 2010
- 2010 : Aaron Paul pour Breaking Bad
  - John Noble pour Fringe
  - Aldis Hodge pour Leverage
  - Jeremy Davies pour Lost : Les Disparus
  - Michael Emerson pour Lost : Les Disparus
  - Alexander Skarsgård pour True Blood
- 2011 : John Noble pour Fringe
  - Michael Emerson pour Lost : Les Disparus
  - Aaron Paul pour Breaking Bad
  - Lance Reddick pour Fringe
  - Dean Norris pour Breaking Bad
  - Terry O'Quinn pour Lost : Les Disparus
  - Steven Yeun pour The Walking Dead
- 2012 : Aaron Paul  (2) pour Breaking Bad
  - Giancarlo Esposito pour Breaking Bad
  - Kit Harington pour Le Trône de fer
  - Joel Kinnaman pour The Killing
  - John Noble pour Fringe
  - Bill Pullman pour Torchwood : Le Jour du Miracle
  - Norman Reedus pour The Walking Dead
- 2013 : Jonathan Banks pour Breaking Bad
  - Giancarlo Esposito pour Revolution
  - Todd Lasance pour Spartacus : La Guerre des damnés
  - Colm Meaney pour Hell on Wheels : L'Enfer de l'ouest (Hell on Wheels)
  - David Morrissey pour The Walking Dead
  - John Noble pour Fringe
- 2014 : Aaron Paul pour le rôle de Jesse Pinkman dans Breaking Bad
  - Nikolaj Coster-Waldau pour le rôle de Jaime Lannister dans Game of Thrones
  - Erik Knudsen pour le rôle d'Alec Sadler dans Continuum
  - David Lyons pour le rôle de Sebastian Monroe dans Revolution
  - Dean Norris pour le rôle de Big Jim Rennie dans Under the Dome
  - James Purefoy pour le rôle de Joe Carroll dans Following
- 2015 : Laurence Fishburne – Hannibal
  - David Bradley – The Strain
  - Sam Heughan – Outlander
  - Erik Knudsen – Continuum
  - Norman Reedus – The Walking Dead
  - Richard Sammel – The Strain
- 2016 : Richard Armitage – Hannibal
  - David Tennant – Jessica Jones
  - Erik Knudsen – Continuum
  - Kit Harington – Game of Thrones
  - Lance Reddick – Harry Bosch
  - Patrick Wilson – Fargo
  - Toby Jones – Wayward Pines
  - Vincent D'Onofrio – Daredevil
- 2017 : Ed Harris pour le rôle de l'Homme en noir dans Westworld
  - Linden Ashby pour le rôle du shérif Noah Stilinski dans Teen Wolf
  - Mehcad Brooks pour le rôle de Jimmy "James" Olsen/The Guardian dans Supergirl
  - Kit Harington pour le rôle de Jon Snow dans Game of Thrones
  - Lee Majors pour le rôle de Brock Williams dans Ash vs. Evil Dead
  - Norman Reedus pour le rôle de Daryl Dixon dans The Walking Dead
  - Jeffrey Wright pour le rôle de Bernard Lowe dans Westworld
- 2018 : Michael McKean pour le rôle de Chuck McGill dans Better Call Saul
  - Nikolaj Coster-Waldau pour le rôle de Jaime Lannister dans Game of Thrones
  - Miguel Ferrer pour le rôle de : Albert Rosenfield dans Twin Peaks: The Return (nomination posthume)
  - Kit Harington pour le rôle de Jon Snow dans Game of Thrones
  - Doug Jones pour le rôle du Commandant Saru Star Trek: Discovery
  - Christian Kane pour le rôle de Jacob Stone dans Flynn Carson et les Nouveaux Aventuriers
  - Khary Payton pour le rôle de King Ezekiel dans The Walking Dead
  - Evan Peters pour les rôles de Kai Anderson, Andy Warhol, Marshall Applewhite, David Koresh, Jim Jones, Jésus-Christ et Charles Manson dans American Horror Story: Cult
- 2019[2] : Peter Dinklage - Game of Thrones : Tyrion Lannister
  - Jonathan Banks - Better Call Saul : Mike Ehrmantraut
  - Nikolaj Coster-Waldau – Game of Thrones : Jaime Lannister
  - David Harewood - Supergirl : J'onn J'onzz
  - Ed Harris - Westworld : L'homme en noir
  - Lennie James - Fear the Walking Dead : Morgan Jones
  - Khary Payton - The Walking Dead : Ezekiel

### Années 2020
- 2021 : Doug Jones - Star Trek: Discovery
  - Jonathan Banks - Better Call Saul
  - Tony Dalton – Better Call Saul
  - Michael Emerson - Evil
  - Richard Rankin - Outlander
  - Norman Reedus - The Walking Dead
  - Luke Wilson - Stargirl

| Meilleur acteur de télévision dans un second rôle - 2022 : Jonathan Banks - Better Call Saul - Tony Dalton – Better Call Saul - Patrick Fabian - Better Call Saul - Harvey Guillén - What We Do in the Shadows - Brandon Scott Jones - Ghosts - Michael Mando - Better Call Saul - Michael James Shaw - The Walking Dead | Meilleur acteur dans un second rôle dans un programme en streaming - 2022 : Elliot Page - Umbrella Academy - Zach Cherry - Severance - Ethan Hawke - Moon Knight - Joel Kinnaman - For All Mankind - Ethan Peck – Star Trek: Strange New Worlds - Joseph Quinn – Stranger Things - John Turturro – Severance |

- 2024 : Jonathan Frakes pour Star Trek: Picard
- 2025 : Antony Starr – The Boys
  - Matt Berry – What We Do in the Shadows
  - Brandon Scott Jones – Ghosts : fantômes à la maison (Ghosts)
  - Lamorne Morris – Fargo
  - Aaron Moten – Fallout
  - Matt Smith – House of the Dragon
  - Henry Thomas – La Chute de la maison Usher (The Fall of the House of Usher)